# ろっくとぅざふゅーちゃー
『ろっく とぅざ ふゅーちゃー』は、2010年7月から2012年3月まで放送されていたとちぎテレビ制作のバラエティ番組である。2010年7月から2011年12月までは『Rock to the Future』（ロック・トゥザ・フューチャー、略称：RTTF）の番組名で放送していた。

## 概要
「栃木の若者応援バラエティ」として、2010年7月に『Rock to the Future』の番組名で放送開始。MCである2丁拳銃等の出演者が、栃木県内各地で活躍する若者を取材するロケを行う。
開始当初は栃木ローカルの番組であったが、2011年4月より5いっしょ3ちゃんねる加盟局への同時ネットを開始した。これにあわせ、「若者応援バラエティ」または「関東圏の若者応援バラエティ」と銘打つようになった。
『Rock to the Future』時代は、2丁拳銃やシマッシュレコードのロケ企画が番組前半にあり、番組後半には、番組名に「Rock」とあるように、ロックバンドの活躍の様子が伝えられる（主に栃木県内のライブハウスでの公開収録が中心であるが、神奈川県などの5いっしょ3ちゃんねる視聴圏内のライブハウスのものもある）。番組の最後には「美少女スタイル」として、とちぎ美少女図鑑のモデルによるコーナーがあった。
2012年1月より、番組タイトルを『ろっく とぅざ ふゅーちゃー』と平仮名表記に変更した。ただし、新聞のテレビ欄や電子番組ガイドなどは旧称の『Rock to the Future』のまま表記されている場合もある。この頃より、30分全てロケ企画で構成されており、時折栃木県以外でロケを行うこともあり（例：2012年2月9日放送では、茨城県北相馬郡利根町にある日本ウェルネススポーツ大学の宣伝企画を行った）、回によっては「太鼓持ち企画」として企業紹介をする回も存在した。
2012年4月に『ロッケンロール』にリニューアルをするため、『ろっく とぅざ ふゅーちゃー』としては2012年3月に終了。最終回では、通常のロケ企画を放送した後、番組終盤で番組終了と『ロッケンロール』の告知が行われ、栃木ローカル時代を含めた名場面集を放送した。また、2012年3月でシマッシュレコードが降板し、『ロッケンロール』には2丁拳銃と加賀谷はつみが続投し、新メンバーとしてニブンノゴ!が出演する。

## 出演者
- 2丁拳銃（MC、『ロッケンロール』にも継続出演）
- シマッシュレコード（2011年7月 - 2012年3月）
- 加賀谷はつみ（不定期出演、『ロッケンロール』にも継続出演）
- KiNGONS（不定期出演）
- 檜山明奈（アシスタント、2010年10月 - 2012年3月）
- 菊池元男（ナレーター、『ロッケンロール』にも継続出演）

過去の出演者
- 出井さゆり（アシスタント、2010年7月 - 9月）

## 放送局と放送時間
| 放送対象地域 | 放送局                        | 系列                           | 放送日時                          | 備考 |
| ------------ | ----------------------------- | ------------------------------ | --------------------------------- | --- |
| 栃木県       | とちぎテレビ (GYT) （制作局） | JAITS （5いっしょ3ちゃんねる） | 木曜 23:00 - 23:30 （同時ネット） | 2010年7月5日から2011年3月までは、月曜23:00 - 23:30に放送 再放送は日曜23:45 - 24:15および月曜22:30 - 23:00 |
| 神奈川県     | テレビ神奈川 (tvk)            | JAITS （5いっしょ3ちゃんねる） | 木曜 23:00 - 23:30 （同時ネット） | 2011年4月7日開始。 2011年11月3日放送はtvkのみ放送なし（欠番扱い）                                         |
| 千葉県       | 千葉テレビ (CTC)              | JAITS （5いっしょ3ちゃんねる） | 木曜 23:00 - 23:30 （同時ネット） | 2011年4月7日開始                                                                                          |
| 埼玉県       | テレビ埼玉 (TVS)              | JAITS （5いっしょ3ちゃんねる） | 木曜 23:00 - 23:30 （同時ネット） | 2011年4月7日開始                                                                                          |
| 群馬県       | 群馬テレビ (GTV)              | JAITS （5いっしょ3ちゃんねる） | 木曜 23:00 - 23:30 （同時ネット） | 2011年4月7日開始                                                                                          |
| 宮城県       | 東日本放送 (KHB)              | テレビ朝日系                   | 月曜25:56 - 26:26                 | 2011年10月17日放送開始                                                                                    |